# Maurice Letulle
|  |

Maurice Éléonor Joseph Lucien Letulle, né à Mortagne-au-Perche dans l'Orne le 19 mars 1853 et mort à Paris le 1er janvier 1929, est un médecin spécialiste en anatomie pathologique et professeur agrégé à la faculté de médecine de Paris.

## Biographie

### Famille et formation
Son père est Lucien Edmond, avoué, et sa mère est Marie Virginie Lebas. Il épouse en premières noces Caroline Clin dont il aura deux enfants, puis après son veuvage Caroline Dupont en secondes noces dont il aura aussi deux enfants.
Il est externe des hôpitaux en 1874, et interne médaille d'or de 1875 à 1880. Il est reçu docteur en 1879 et agrégé de médecine en 1889. 

### Carrière
Médecin du bureau central en 1883 ; en 1887, il est médecin des hôpitaux, successivement à Sainte-Périne, puis à Tenon (1888), Saint-Antoine (1890), et Boucicaut (1897).
En 1911 il est professeur d'histoire de la médecine et de la chirurgie, en remplacement d'Anatole Chauffard, et en 1917, titulaire de la chaire d’anatomie pathologique de Paris en remplacement de Pierre Marie.
Il termine sa carrière en 1919 (médecin honoraire des hôpitaux) et en 1925 (professeur honoraire).

## Travaux
En anatomie pathologique, ses travaux portent sur la sclérose pulmonaire et les tumeurs malignes des ganglions, notamment les différentes variétés de lymphosarcome.
Il joue un rôle important dans la lutte contre la tuberculose : il vulgarise l'emploi du crachoir et  participe à la fondation de plusieurs dispensaires à Paris et dans la région parisienne. Il crée aussi des « espaces libres » à Paris qui préfigurent les squares pour enfants. 
Il s'intéresse également à la lutte anti-alcoolique en publiant livres et articles sur l'alcoolisme chronique et sur « l'apéritif maladie sociale ».
Il est l'un des fondateurs de La Presse médicale.

## Distinctions et honneurs
Il est membre titulaire de l’Académie de médecine (1er décembre 1908 - 1er janvier 1929).
Il est membre titulaire de la Société de biologie (1898-1906) et membre titulaire honoraire (1907-1928). Il en est vice-president en 1910 .
Maurice Letulle est nommé chevalier de la Légion d'honneur en 1901, promu officier en 1913 et commandeur en 1922.

## Publications
- Recherches sur les hypertrophies cardiaques secondaires, thèse de doctorat, 1879
- Un cas de névralgie uréthrale d'origine blennorrhagique, compliquée de zona lombaire bilatéral, 1881
- Recherches sur l'état du cœur des femmes enceintes ou récemment accouchées : de la dilatation du cœur dans la grossesse et les suites de couches, 1881
- Troubles fonctionnels du pneumogastrique, thèse d'agrégation, 1883
- Note sur trente-cinq cas de fièvre typhoïde soignés à l'Hôtel-Dieu pendant les quatre premiers mois de l'année 1884 et suivis de guérison, Asselin et Houzeau, 1884
- Thymus et tumeurs malignes primitives du médiastin antérieur, 1891
- L'inflammation : études anatomo-pathologiques, 1893
- Pus et suppuration, 1894
- Anatomie pathologique, cœur, vaisseaux, poumons, Paris, Carré,1897.
- L'assistance aux tuberculeux en France, 1900
- La pratique des autopsies, Paris, Naud, 1903
- Précis d'anatomie pathologique, Paris, Masson, 1912
- Inspection-palpation, percussion, auscultation, leur pratique en clinique médicale, 1913
- La tuberculose pleuro-pulmonaire, 1916
- Le poumon, Maloine, 1924
- L'Apéritif, maladie sociale, 1926
- Laennec anatomo-pathologiste, 1926
- Histo-pathologie pratique, entente cordiale et entente réciproque, 1927